# Andrianampoinimerina
Andrianampoinimerina (Ambohimanga, 1754 circa – Antananarivo, 1810) fu un re del popolo Merina del Madagascar.

## Biografia
Salì al trono nel 1787, come successore di suo zio materno, Andrianjafy, e a partire dagli anni 1790 iniziò a unificare sotto la propria corona i popoli dell'altopiano centrale dell'isola. In alcuni casi ottenne questo scopo con matrimoni politici (i Merina erano poligami), in altri casi con l'uso della forza militare (per esempio contro i Betsileo e i Bara).
Fu un grande riformatore della società Merina; istituì il primo esempio di codice civile e penale del Madagascar, ridistribuì il terreno, regolò il commercio, incoraggiò la costruzione di dighe e canali per creare nuove aree coltivabili, e introdusse l'uso della vanga di metallo presso i contadini.
Andrianampoinimerina pose la propria capitale ad Antananarivo. Dichiarò spesso la propria ambizione di conquistare tutto il Madagascar (è celebre la sua affermazione ny ranomasina no valapariako, "il confine della mia risaia è il mare"), ma non arrivò a sottomettere i popoli della costa; il primo unificatore del Madagascar fu suo figlio Radama I, che continuò anche l'opera di riforme del padre in direzione filo-europea.